# Polly Young
Polly Young (també coneguda com Mary Young, Maria Young, Polly Barthélemon i Maria Barthélemon) (Covent Garden, Londres, 7 de juliol, 1749 - 20 de setembre, 1799) va ser una soprano, compositora i teclista anglesa. Va formar part d'una coneguda família anglesa de músics que incloïa diversos cantants i organistes professionals durant els segles XVII i XVIII. El seu marit, François-Hippolyte Barthélémon, era compositor i violinista, i la seva filla, Cecilia Maria Barthélemon, també era compositora i cantant d'òpera.D Hayes, "Maria Barthelemon: Introduction," in Women Composers: Music Through the Ages (G.K. Hall, 1995– ), vol. 5: 69–87.

## Biografia
El pare de Polly Young, Charles Young, era un empleat del Tresor. Era la petita de tres filles, la seva germana gran Isabella es va convertir en una soprano d'èxit i la seva altra germana Elizabeth un contralt d'èxit. Tant el seu avi, Charles Young, com el seu besoncle, Anthony Young, eren organistes i compositors notables. També tenia tres ties famoses que eren cantants notables. La seva tia Cecilia (1712–1789) va ser una de les més grans sopranos angleses del segle XVIII i fou l'esposa del compositor Thomas Arne. El seu fill, Michael Arne, també va ser un compositor d'èxit. La seva tia Isabella era una soprano d'èxit i l'esposa del compositor John Frederick Lampe, mentre que la seva tia Esther era una coneguda contralt i dona de Charles Jones, un editor musical d'èxit a Anglaterra durant el segle XVIII.
Young era una nena prodigi i va començar a actuar com a cantant i clavecinista des de ben jove. El 1755, als 6 anys, va viatjar a Irlanda amb la seva tia Cecilia i el seu marit Thomas Arne. Mentre estava allà va actuar per al públic de Dublín a l'òpera Eliza d'Arne, impressionant-los amb el seu cant "perfectament a Time and Tune". El viatge, però, va ser una mica desafortunat, ja que els problemes matrimonials dels Arnes van arribar al seu punt culminant, en part derivats d'una disputa sobre l'educació de Young, i Thomas va deixar la seva dona. Polly va romandre a Irlanda amb la senyora Arne durant els següents set anys, on va estudiar música amb la seva tia i va actuar en concerts i a l'escenari de Dublín. El 1758, l'amiga de la senyora Arne, la senyora Delany, va escriure "la raça dels joves neixen cantors i músics" després d'escoltar Polly tocar el clavicèmbal. Va retratar notablement el paper d'Ariel a The Tempest al "Smock Alley Theatre"" de William Shakespeare l'any 1761. El dramaturg John O'Keeffe es va sentir especialment entusiasmat per la seva actuació i la va felicitar per la seva "cara encantadora i petita figura".

El setembre de 1762 Polly Young va tornar a Londres per debutar a l'escenari londinenc del teatre Covent Garden, on va cantar i tocar el clavicèmbal entre actes. "Theatrical Review" va comentar la seva aparença encantadora i innocent:
| « | "La seva interpretació al clavicèmbal, és igual a la seva excel·lència en el cant". | » |

Polly Young va continuar actuant d'aquesta manera a Covent Garden durant les dues temporades següents i després va passar a cantar parts menors amb la companyia italiana d'òpera al "King's Theatre" la tardor de 1764. Mentre hi va conèixer el violinista i compositor francès François-Hippolyte Barthélémon, que era el líder de l'orquestra de la companyia. Els dos es van relacionar sentimentalment poc després i Young es va casar amb Barthélemon el desembre de 1766.
Després del seu matrimoni, Polly Young va aparèixer principalment en actuacions amb el seu marit a l'òpera italiana, en oratoris i en actuacions als jardins de plaer. Young també va començar a compondre i publicar música; sobretot un conjunt de sis sonates per a clavecí o piano i violí es va publicar el 1776 amb el nom de Maria Barthélemon. Els Barthélemon van viatjar a Irlanda per actuar amb força freqüència i van fer una gira d'èxit per Europa el 1776–77. Durant la gira, Young va cantar a l'oratori Jefte del seu marit a Florència i va donar concerts davant Maria Antonieta i la seva germana Maria Carolina d'Àustria, la reina de facto de Nàpols. En aquestes actuacions també va cantar la filla dels Barthélemon, Cecilia Maria. La família va continuar prosperant després de tornar a Londres l'any 1777, donant nombrosos concerts elogiats en sales de tota la ciutat.
A la dècada de 1780 les carreres dels Barthélemon van tenir menys èxit i van trobar la feina cada cop més difícil d'aconseguir. Polly Young es va queixar en una carta a "The Morning Post" el 2 de novembre de 1784 que se li van denegar compromisos, anomenant-se "una dona anglesa, d'una reputació impecable". Independentment, els Barthélemon van aconseguir anar passant, i mai van estar fora dels cercles musicals importants de Londres. Haydn va visitar la parella mentre estava a Anglaterra el 1792. Al maig d'aquell any va acompanyar Polly Young en aires de Händel i Sacchini en un concert a Londres.
El 1786 Polly Young va publicar un conjunt de sis cançons angleses i italianes, Op. 2. Posteriorment, els Barthélemon van començar a assistir a la capella de l'asil per a dones òrfenes que es trobava prop de casa seva a Vauxhall. Mentre estaven allà van ser molt influenciats pel predicador Swedenborgian Duché. Aquesta influència va portar a Young a compondre i publicar una sèrie d'himnes i antífones. El 1795 va compondre tres himnes i tres antífones (Op. 3) per utilitzar-los a les Capelles de la Magdalena i a l'Asil. Aquest mateix any va compondre The Weaver's Prayer per a un concert benèfic que va recaptar diners per ajudar els teixidors en situació d'atur i una oda sobre la preservació del rei (Op. 5) que utilitzava paraules de la baronessa Nolcken, una altra Swedenborgiana.

## Obres
- 6 Sonatas for Keyboard and Violin, Op.1 (1776)
- 6 English and Italian Songs, Op.2 (1786)
- 3 Hymns and 3 Anthems, Op.3 (1795)
- The Weaver's Prayer, Op.4 (1795)
- Ode on the Preservation of the King, Op.5 (1795)